# Ruines de l'abbaye d'Eldena dans les monts des Géants
Les Ruines de l'abbaye d'Eldena dans les monts des Géants, ou Ruines dans le massif des Géants, (en allemand : Ruine Eldena im Riesengebirge) est une peinture de Caspar David Friedrich, exposée au Musée régional de Poméranie de Greifswald.
La grande particularité de ce tableau est d'être composé d'éléments totalement différents géographiquement : les ruines d'une abbaye proche de la côte de la mer Baltique, devant un fond de massif montagneux du Riesengebirge, situé très loin de là, au centre de l'Allemagne.

## Description
Le regard est guidé le long d'un chemin, depuis la gauche au premier plan, au point de départ duquel se trouve une étrange formation de racines. Le chemin fait un détour et mène finalement au centre de l'image jusqu'à une ferme au toit de chaume. Devant elle se trouvent deux hommes avec un chien sur une zone sablonneuse.
Depuis la droite, un paysage marécageux glisse dans une dépression où l'eau d'un marais reflète les silhouettes des deux hommes. Derrière la ferme s'étend une forêt. Le chœur et les murs d'une église en ruine forment le centre de l'image.
Dans l'arrière-plan brumeux, une chaîne de montagnes d'élévation moyenne se dessine en lignes de crêtes rythmées et en zones de couleurs allant du vert olive foncé aux tons violets délicats. Le magnifique ciel du soir mêle le violet à un éclairage jaune vif.

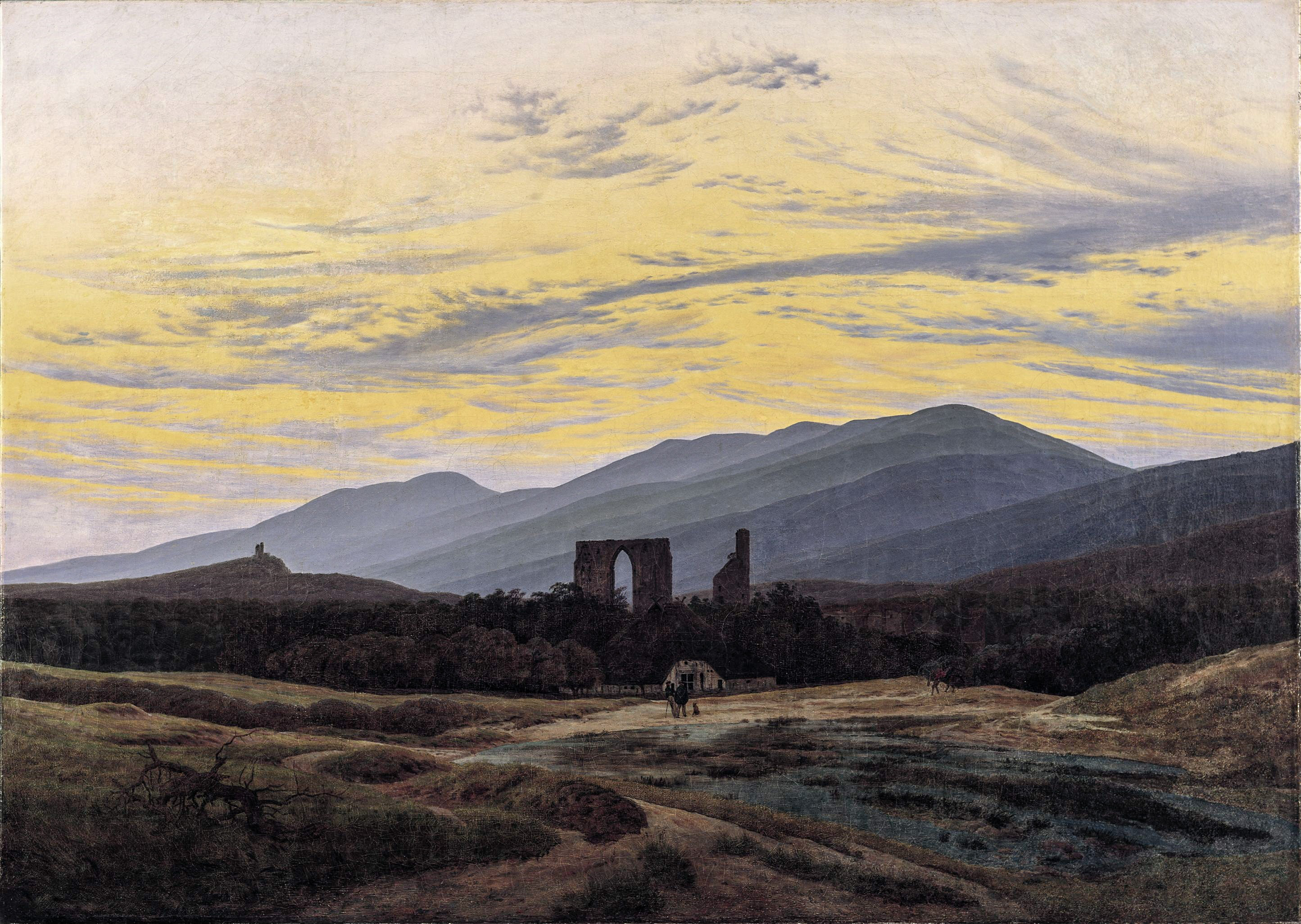
Caspar David Friedrich, Ruines de l'abbaye d'Eldena dans les monts des Géants (vers 1830-1834)

## Interprétation
La peinture est à interpréter du point de vue religieux et biographique, ainsi que de la construction de l'image. Aucune autre composition paysagère n'a autant étonné le public que ce montage des ruines d'Eldena à Greifswald en Poméranie, sur un fond de monts du massif des Géants géographiquement très distants de la côte Baltique.
En 1931, l'historien de l'art Otto Schmitt (1890-1951) est le premier à découvrir cette compilation d'éléments d'une grande variété paysagère et architecturale. La différence topographique n'est apparue que lorsque les études réalisées par le peintre d'après nature ont été découvertes et analysées. Les recherches ultérieures ont porté sur la question du sens que Friedrich donne à ce capriccio.

### Un souvenir mélancolique
Une datation exacte de la peinture n'a pas possible jusqu'à présent : elle est estimée de 1830 à 1834. Friedrich vivait à Dresde à cette époque, n'avait que peu de succès dans son travail et était en proie à diverses maladies. Il est donc logique d'attribuer le tableau à un souvenir mélancolique et « unissant sa première patrie sur la mer Baltique à la seconde, qu'il a parcourue dans son voyage depuis Dresde ». Cette référence à la patrie est étayée par l'hypothèse que le tableau se trouvait en la possession d'Adolf, le frère de Friedrich, à Greifswald, et était destinée à lui être offert. De l'avis d'Helmut Borsch-Supan, il est nécessaire, pour comprendre l'image, de connaître les origines silésiennes traditionnellement admises, mais non prouvées, des ancêtres du peintre, qui peuvent être liées aux  en premier plan du paysage. L'atmosphère du soir peut indiquer le retour à Dieu à la fin de la vie : les montagnes en arrière-plan peuvent  être interprétées comme des visions de l'au-delà et la branche sèche du premier plan comme un memento mori.

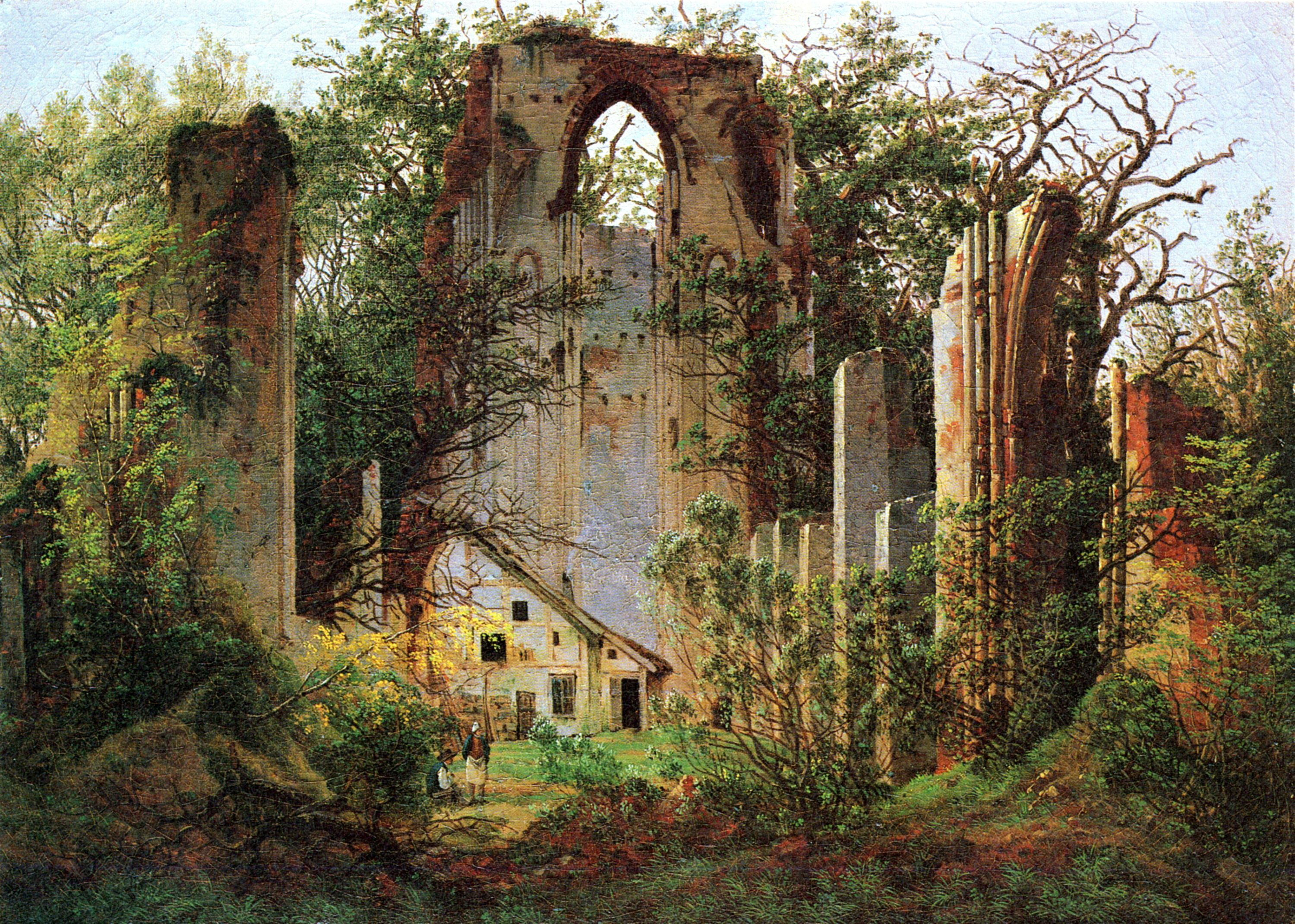
Caspar David Friedrich, Ruines de l'abbaye d'Eldena, 1825.
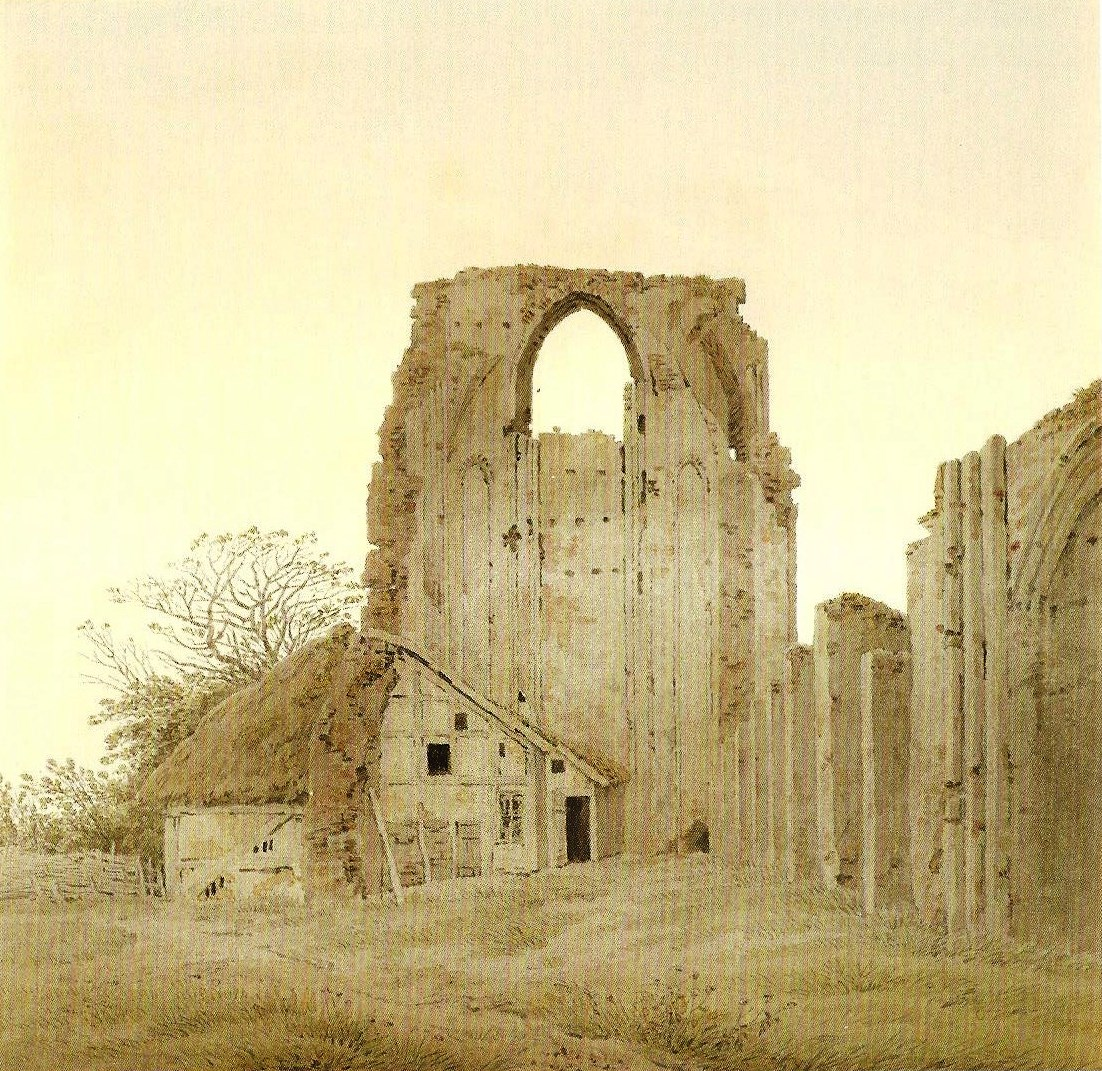
Caspar David Friedrich, L'abbaye d'Eldena près de Greifswald, 1836.
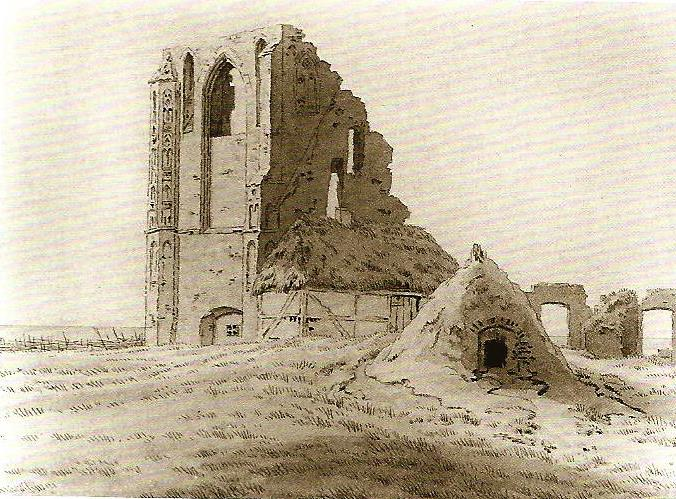
Caspar David Friedrich, Façade ouest des ruines d'Eldena avec un four et une grange, vers 1837.
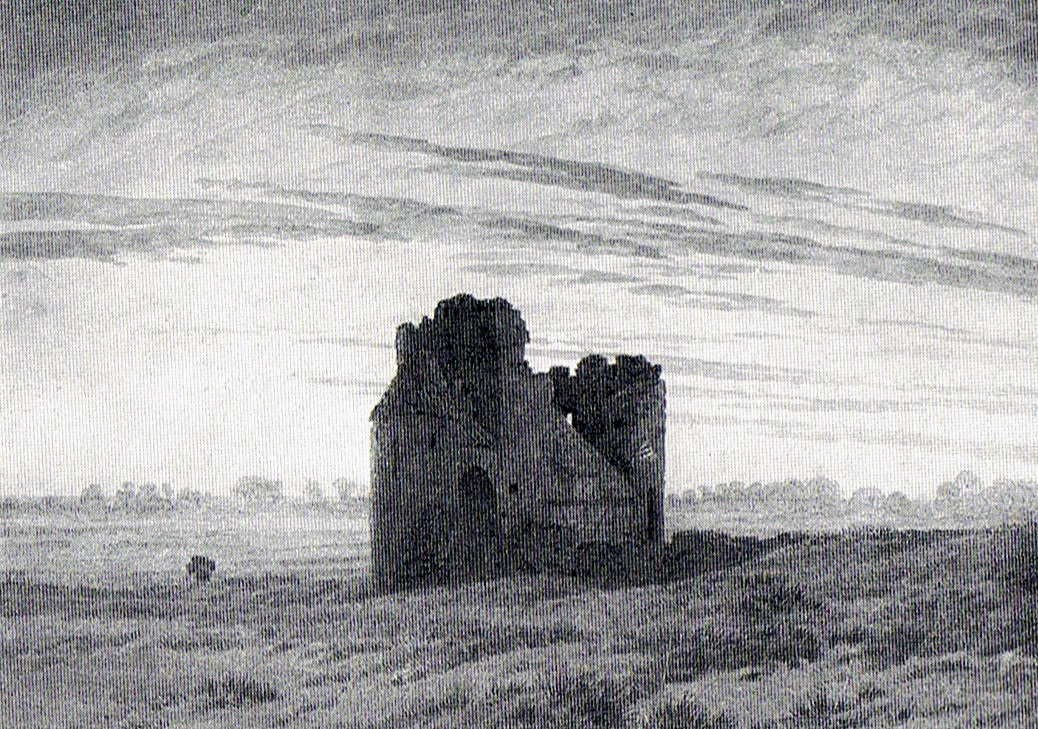
Caspar David Friedrich, Paysage avec ruine, vers 1835.

## Source de la traduction
- (de) Cet article est partiellement ou en totalité issu de l’article de Wikipédia en allemand intitulé « Ruine Eldena im Riesengebirge » (voir la liste des auteurs).